# 尚書一
天龍座27，又名BD+68 938，HD 159966、SAO 17526、HR 6566，是天龍座的一颗恒星，视星等为5.05，位于銀經98.42，銀緯32.4，其B1900.0坐标为赤經17h 32m 21.7s，赤緯+68° 32.4′ 56″。